# Ray Banana
Ray Banana is een Franse stripreeks, geschreven en in klare lijn getekend door Ted Benoit over de privédetective Ray Banana.

## Inhoud
De verhalen spelen in een tijdperk dat kan worden omschreven als "retro-jaren-vijftig". Ze zijn semi-futuristisch van aard en spelen in een mythisch Amerika. In deze wereld is het aan privédetective Ray Banana om allerlei vraagstukken op te lossen.

## Publicatiegeschiedenis
Ray Banana verscheen voor het eerst in 1977 in het Franse striptijdschrift L'Écho des savanes en verscheen sindsdien af en toe in het Franse striptijdschrift À suivre. Er werden twee albums uitgegeven in de Nederlandse taal door uitgeverij Casterman onder de reekstitel Ray Banana - Avonturen in de XXe eeuw. Er zijn verder nog enkele albums verschenen die niet uit het Frans in het Nederlands zijn vertaald.

## Albums
- Morfeu electrico (Frans: Berceuse électrique) (Casterman, 1983)
- Lichtstad (Frans: Cite lumiere) (Casterman, 1986)

Nog niet in het Nederlands vertaalde albums:
- La peau du léopard (Albin Michel, 1985)
- L'homme qui ne transpirait pas (Reporter, 1994)